# Malangnengah (Sukatani)
Malangnengah is een bestuurslaag in het regentschap Purwakarta van de provincie West-Java, Indonesië. Malangnengah telt 4534 inwoners (volkstelling 2010).